# Autosegment E
Autosegment E – klasa samochodów osobowych w klasyfikacji europejskiej, pośrednia między autami klasy średniej i luksusowymi. W Polsce na ogół nazywana jest klasą wyższą średnią. Niekiedy nazywana bywa klasą wyższą, jednak określenie to jest stosowane również wobec segmentu F.
Dokumenty europejskie nie definiują klasy E, jedynie została ona wyodrębniona pod względem wielkości i określona jako executive cars  (z angielskiego, dosłownie „samochody dyrektorskie”). Klasyfikacja ta dotyczy tradycyjnych rodzajów samochodów, jak sedan lub kombi. Kryteria zaliczenia samochodu do klasy D lub E nie są jasno sprecyzowane i z tego względu istnieją wokół klasyfikacji danego modelu zazwyczaj liczne kontrowersje. Wielu producentów reklamuje auta klasy D o podwyższonym standardzie jako należące do klasy E. Ponadto producenci czasami oferują samochody budowane na podwoziu samochodów klasy D ze zmienioną karoserią jako samochody klasy E.
Wybrani przedstawiciele:

- Alfa Romeo 166
- Audi A6
- BMW serii 5
- Cadillac STS
- Citroën C6
- Chevrolet Malibu
- Daewoo Leganza
- Ford Scorpio
- Honda Legend
- Hyundai Genesis
- Infiniti M
- Jaguar XF
- Lancia Thesis
- Lexus GS / Lexus ES
- Mazda Xedos 9
- Mercedes-Benz klasy E
- Nissan Maxima
- Opel Omega/Cadillac Catera
- Peugeot 607
- Renault Vel Satis
- Rover 75
- Saab 9-5
- Toyota Avalon
- Volvo S90